# Till Winkler
Till J. Winkler ist ein deutscher Wirtschaftsinformatiker.

## Leben
Er erwarb von 2000 bis 2006 das Diplom am Karlsruher Institut für Technologie im Studiengang Informationswirtschaft (Teilfächer Informatik, Wirtschaft und Recht) und von 2009 bis 2012 an der Humboldt-Universität zu Berlin den Dr. rer. pol. in Wirtschaftsinformatik bei Oliver Günther (Zweitgutachterin Carol V. Brown). Seit 2021 hat er den Lehrstuhl für Betriebswirtschaftslehre, insbesondere Informationsmanagement an der Fakultät für Wirtschaftswissenschaft der Universität Hagen inne.

## Schriften (Auswahl)
- Information technology governance and innovation adoption in varying organizational contexts. Mobile government and software as a service. 2012.